# Championnats d'Europe de cross-country 2000
Navigation
Édition précédente Édition suivante
Les 7eChampionnats d'Europe de cross-country se sont déroulés à Malmö en Suède en 2000.

## Résultats

### Cross long hommes

#### Individuel
| Médaille | Athlète               | Temps     |
| Or       | Paulo Guerra Portugal | 29 min 29 |
| Argent   | Serhiy Lebid Ukraine  | 29 min 39 |
| Bronze   | Driss El Himer France | 29 min 45 |

#### Équipes
| Médaille | Athlètes                                                                       | Points |
| Or       | France Driss El Himer Lyes Ramoul Mustapha El Ahmadi Yann Millon               | 23 pts |
| Argent   | Espagne José Carlos Adán José Manuel Martinez Antonio David Jiménez Juan Gómez | 51 pts |
| Bronze   | Irlande Peter Matthews Seamus Power Gareth Turnbull Keith Kelly                | 72 pts |

### Cross Junior hommes

#### Individuel
| Médaille | Athlète                          | Temps     |
| Or       | Wolfram Müller Allemagne         | 18 min 59 |
| Argent   | Christopher Thompson Royaume-Uni | 19 min 00 |
| Bronze   | Martin Pröll Autriche            | 19 min 05 |

#### Équipes
| Médaille | Athlètes    | Points |
| Or       | Portugal    | 21 pts |
| Argent   | Royaume-Uni | 25 pts |
| Bronze   | France      | 30 pts |

### Cross long femmes

#### Individuel
| Médaille | Athlète                      | Temps     |
| Or       | Katalin Szentgyörgyi Hongrie | 16 min 34 |
| Argent   | Analidia Torre Portugal      | 16 min 35 |
| Bronze   | Olivera Jevtic Yougoslavie   | 16 min 39 |

#### Équipes
| Médaille | Athlètes                                                     | Points |
| Or       | Portugal Analídia Torre Mónica Rosa Analía Rosa              | 18 pts |
| Argent   | Royaume-Uni Kathy Butler Liz Yelling Tara Krzywicki          | 33 pts |
| Bronze   | Allemagne Michaela Möller Sabrina Mockenhaupt Susanne Ritter | 54 pts |

### Cross Junior femmes

#### Individuel
| Médaille | Athlète                  | Temps     |
| Or       | Jessica Augusto Portugal | 12 min 55 |
| Argent   | Nicola Spirig Suisse     | 12 min 56 |
| Bronze   | Elvan Can Turquie        | 12 min 56 |

#### Équipes
| Médaille | Athlètes    | Points |
| Or       | Royaume-Uni | 21 pts |
| Argent   | Turquie     | 40 pts |
| Bronze   | Suède       | 49 pts |